# Captain Beefheart
Don Van Vliet, rojstno ime Donald Glen Vliet, psevdonim Captain Beefheart, ameriški glasbenik, * 15. januar, 1941, Glendale, Kalifornija, † 17. december 2010, severna Kalifornija.
Captain Beefheart je bil glasbeni in vizualni umetnik. Njegovo glasbeno delo je zabeležno predvsem v okviru izmenjujoče se skupine glasbenikov, ki jo je imenoval The Magic Band, delovala pa je med letoma 1965 in 1982. S to skupino je posnel 12 studijskih albumov. Beefheart je bil znan po svojem izjemnem pevskem obsegu. Van Vliet je igral tudi na različna glasbila: ustna harmonika, saksofon in številna druga pihala. Njegova glasba je združevala slogovne prvine rocka, bluesa in psihedelične glasbe s free jazzom, avantgardno glasbo in sodobno eksperimentalno kompozicijo. S kreativno vizijo in z diktatorskim nadzorom nad svojimi glasbeniki je ustvaril svoj prepoznavni osebni slog, ki je ikonoklastična mešanica kompleksne instrumentacije, atonalnih melodij, pogosto pa tudi surrealistično smešnih besedil.